# CE Camelopardalis

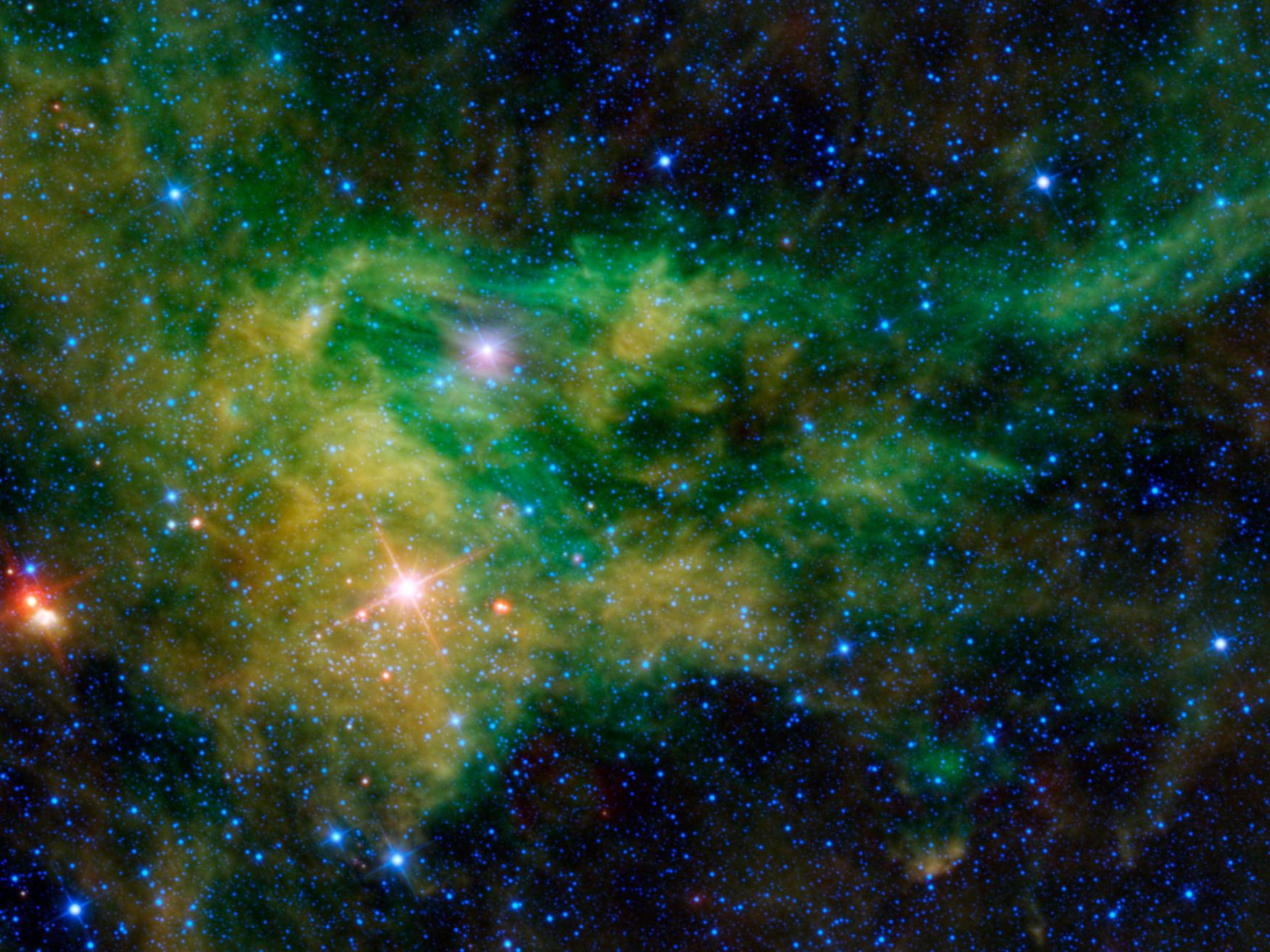
CE Cam und die ihn umgebenden interstellaren Wolken im Infrarotbereich

CE Camelopardalis (kurz CE Cam; auch HR 1040) ist mit einer scheinbaren Helligkeit von 4,54m der sechsthellste Stern des Sternbilds Giraffe (lateinisch Camelopardalis). Trotzdem besitzt er weder eine Bayer- noch eine Flamsteed-Bezeichnung, wie es für einigermaßen helle Sterne üblich ist, und er erscheint dem bloßen Auge recht lichtschwach.
Nach dem ihm sehr ähnlichen leuchtkraftstarken Überriesen CS Camelopardalis, der am Firmament nur einen Grad nördlich von ihm erscheint, ist CE Camelopardalis das hellste Mitglied der mehr als 3000 Lichtjahre von der Erde entfernten, ausgedehnten Cam OB1-Sternassoziation. Diese Region ist ein Sternentstehungsgebiet. CE Camelopardalis ist ebenfalls ein blauweißer Überriese der Spektralklasse A0 und befindet sich in einem etwa zwei Lichtjahre großen Reflexionsnebel, den er erleuchtet. Wahrscheinlich erscheint er deswegen lichtschwächer als CS Camelopardalis, weil größere Mengen an interstellarem Staub zwischen ihm und der Erde liegen und dementsprechend größere Anteile seiner Strahlung absorbieren. Möglicherweise befindet sich CE Camelopardalis auch etwas weiter entfernt; denn nach neuen, im Dezember 2020 veröffentlichten Auswertungen der Messergebnisse der Raumsonde Gaia beträgt seine Entfernung zur Erde etwa 3500 Lichtjahre, jene von CS Camelopardalis hingegen nur etwa 3100 Lichtjahre. Weitere mit bloßem Auge noch sichtbare Mitglieder der Cam-OB1-Assoziation sind 1 Camelopardalis (5,77m) sowie HR 964 (5,79m).
CE Camelopardalis ist (ebenso wie CS Camelopardalis) ein Veränderlicher vom Typ der Alpha-Cygni-Sterne. Seine scheinbare Helligkeit schwankt mit einer Periode von 16,8 Tagen geringfügig um etwa 0,04m. Bislang wurde noch kein Begleiter ausgemacht, so dass CE Camelopardalis nicht als Doppelstern eingestuft wird. Der Stern besitzt circa 19 Sonnenmassen und 97 Sonnendurchmesser. Seine Leuchtkraft übertrifft jene der Sonne um etwa das 55.000-fache. Er dürfte annähernd elf Millionen Jahre alt sein, hat seinen im Zentrum befindlichen Wasserstoff-Vorrat bereits durch Kernfusion in Helium umgewandelt und sich daher von der Hauptreihe weg zu einem Überriesen entwickelt. Dereinst wird er als Supernova explodieren.